# Eufráteszi Pajzs hadművelet
Az Eufráteszi Pajzs hadművelet (törökül: Firat Kalkani) a szíriai polgárháborúba való török katonai beavatkozás elnevezése 2016. augusztus 24. és 2017. március 31. között.

## A hadművelet célja
A hadművelet hivatalos célja az Iszlám Állam legyőzése és Rakka felszabadítása volt.
A valódi cél azonban feltehetően annak megakadályozása volt, hogy a keletről előrenyomuló kurd csapatok – miután átkeltek az Eufrátesz folyón és teljesen elfoglalták a szíriai Manbij tartományt – egyesülhessenek a szíriai Afrin régiót uraló nyugati kurd csapatokkal, ezzel egybefüggő kurd fennhatóságot építve ki Törökország déli határán.

## A hadművelet
2016. augusztus 24-én, az Eufrátesz folyó jobb partján fekvő Dzsarablosz város térségében 20 török tank hatolt be Szíria területére egy kilométeres mélységben, amik mellett a török szárazföldi erők különleges egysége is csatlakozott a hadművelethez. Az egységek megkezdték egy aknamentes folyosó kialakítását. A török erőkhöz a Szabad Szíriai Hadsereg egységei is csatlakoztak. Az előrenyomulást a török és az amerikai légi egységek is támogatták.
augusztus 29-én az előrenyomuló csapatok elérték a Sajur folyót, melynek túlsó oldala kurd megszállás alatt állt. A törökök nem támadták meg a kurdokat, hanem délnyugat felé nyomultak tovább.
szeptember 4-én Binali Yıldırım török miniszterelnök bejelentette, hogy a török csapatok és a Szabad Szíriai Hadsereg egységei a török-szír határ teljes hosszában megtisztították a területet az Iszlám Állam csapataitól.
november 6-án a törökök elérték Al-Bab városát, melyet csak hosszú harcok után, 2017. február 23-án foglaltak vissza az Iszlám Állam csapataitól. Ezután a török előrenyomulás megállt, mert a közben Aleppó felől előrenyomuló szíriai csapatok teljesen elzárták a törökök elől a Rakka felé vezető utakat, a kurdok által uralt Afrin és Manbij tartományokba pedig jelképes nagyságú szír, orosz és amerikai csapatok érkeztek, hogy megakadályozzák a további török-kurd összecsapásokat.
2017. március 31-én Binali Yıldırım bejelentette, hogy a hadművelet véget ért: "Al-Bábot megtisztították a terroristáktól, 2015 négyzetkilométernyi területet tettek biztonságossá, a Törökországból hazatérő szíriai menekültek letelepedtek itt, és az élet visszatért a normális kerékvágásba".